# 사쿠라이 토시하루
사쿠라이 토시하루(일본어: 桜井敏治 사쿠라이 도시하루[*], 1964년 7월 3일 ~ )는 일본의 남자 성우이다. 81프로듀스 소속.

## tv애니메이션
- 형사 가제트 (조연 다수)
- 도라에몽 - 다수
- 도라에몽 - 다수
- 더 도라에몽즈 시리즈
- 초음전사 보그맨 (고우다 란도)
- 뿡야뿡야 왕바우 (야마모토 칸스케)
- 포코냥 (하나다 키쿠노스케)
- 떴다! 럭키맨 (원조 럭키맨)
- 헌터X헌터 리메이크 (통파)
- 역경무뢰 카이지 (안도 마모루)
- 뿅뿅요정 하니 (다르)
- 신비한 바다의 나디아 (킹, 핸슨)